# 유니터리성 (물리학)
양자물리학에서 유니터리성(Unitarity)은 슈뢰딩거 방정식에 따른 양자 상태의 시간 전개가 수학적으로 유니터리 연산자로 표현되는 조건(또는 유니터리 과정이 갖는 조건)이다. 이는 일반적으로 양자역학의 공리 또는 기본 가정으로 여겨지는 반면, 유니터리성의 일반화 또는 이탈은 양자역학을 넘어서는 이론에 대한 추측의 일부이다. 유니터리성 범위는 진화 연산자의 유니터리성, 즉 시간 진화가 힐베르트 공간에서 내적을 보존한다는 조건에서 나오는 모든 부등식들이다.

## 해밀토니언 진화
시간 독립적인 해밀토니언에 의해 설명되는 시간 진화는 해밀토니언이 생성자인 유니터리 연산자의 유니터리 매개변수 계열로 표현된다. {\displaystyle U(t)=e^{-i{\hat {H}}t/\hbar }} . 슈뢰딩거 묘사에서 유니터리 연산자는 계의 양자 상태에 따라 작용하는 반면, 하이젠베르크 묘사에서는 시간 의존성이 관측가능량에 통합된다.

### 측정 결과에 대한 유니터리성의 영향
양자역학에서 모든 상태는 힐베르트 공간의 벡터로 설명된다. 측정이 수행될 때 모든 기저 벡터가 정의된 측정 결과를 갖는 벡터 기저 – 예: 운동량이 측정되는 경우 정의된 운동량의 벡터 기저)을 사용하여 이 공간을 설명하는 것이 편리하다. 측정 연산자는 이를 기준으로 대각적이다.
특정 측정 결과를 얻을 확률은 물리적 상태 {\displaystyle |\psi \rangle }의 내적에 의해 제공되는 확률 진폭에 따라 달라진다. 기저 벡터들 {\displaystyle \{|\phi _{i}\rangle \}}을 사용하여 측정 연산자를 대각화 한다. 시간에 따라 진화한 후 측정되는 물리적 상태의 경우, 확률 진폭은 관련 기저 벡터를 사용하여 시간 진화 후 물리적 상태의 내적 또는 동등하게 물리적 상태와 시간이 거꾸로 흐르는 기저 벡터의 내적으로 설명할 수 있다. 시간 진화 연산자 {\displaystyle e^{-i{\hat {H}}t/\hbar }}를 사용하면:
{\displaystyle \left\langle \phi _{i}\left|e^{-i{\hat {H}}t/\hbar }\psi \right.\right\rangle =\left\langle \left.e^{-i{\hat {H}}(-t)/\hbar }\phi _{i}\right|\psi \right\rangle }
그러나 에르미트 수반의 정의에 따르면 이것은 또한 다음과 같다.
{\displaystyle \left\langle \phi _{i}\left|e^{-i{\hat {H}}t/\hbar }\psi \right.\right\rangle =\left\langle \left.\phi _{i}\left(e^{-i{\hat {H}}t/\hbar }\right)^{\dagger }\right|\psi \right\rangle =\left\langle \left.\phi _{i}e^{-i{\hat {H}}^{\dagger }(-t)/\hbar }\right|\psi \right\rangle }
이러한 등식은 두 벡터마다 참이므로 다음을 얻는다.
{\displaystyle {\hat {H}}^{\dagger }={\hat {H}}}
이는 해밀토니언이 에르미트이고 시간 진화 연산자임을 의미한다. {\displaystyle e^{-i{\hat {H}}t/\hbar }}은 유니터리하다.
보른 규칙에 따라 표준은 측정에서 특정 결과를 얻을 확률을 결정하므로, 보른 규칙과 함께 유니터리성은 확률의 합이 항상 1임을 보장한다. 더욱이 보른 규칙과 함께 유니터리성은 하이젠베르크 묘사의 측정 연산자가 실제로 측정 결과가 시간에 따라 어떻게 전개될 것으로 예상되는지 설명한다는 것을 의미한다.

### 해밀턴의 형태에 대한 의미
시간 전개 연산자가 유니터리하다는 것은 해밀턴이 에르미트인 것과 동일한다. 즉, 해밀턴의 고유값인 측정 가능한 에너지는 항상 실수라는 의미이다.

## 산란 진폭과 광학 정리
S-행렬은 산란 과정에서 물리적 계가 어떻게 변하는지 설명하는 데 사용된다. 이는 실제로 무한대에서 입자(또는 입자의 결합 복합체)의 운동량 상태에 작용하는 아주 오랜 시간(무한대에 접근)에 걸친 시간 진화 연산자와 동일하다. 따라서 이 연산자 역시 유니터리 연산자여야 한다. 비유니터리 S-행렬을 산출하는 계산은 경계 상태가 간과되었음을 암시하는 경우가 많다.

### 광학 정리
S-행렬의 유니터리성은 무엇보다도 광학 정리를 의미한다. 이는 다음과 같이 볼 수 있다.
S-행렬은 다음과 같이 작성할 수 있다.
{\displaystyle S=1+iT}
여기서 {\displaystyle T}는 상호 작용으로 인한 S-행렬의 일부이다. 예를 들어 {\displaystyle T=0} S-행렬이 1이고 상호 작용이 발생하지 않으며 모든 상태가 변경되지 않음을 의미한다.
S-행렬의 유니터리성:
{\displaystyle S^{\dagger }S=1}
은 그러면 다음과 같다.
{\displaystyle -i\left(T-T^{\dagger }\right)=T^{\dagger }T}
왼쪽은 S-행렬의 허수부의 두 배이다. 오른쪽이 무엇인지 확인하기 위해 이 행렬의 특정 원소 예: 어떤 초기 상태 {\displaystyle |I\rangle }와 최종 상태 {\displaystyle \langle F|} 사이를 살펴보겠다.  각각은 많은 입자를 포함할 수 있다. 그러면 행렬 원소는 다음과 같다.
{\displaystyle \left\langle F\left|T^{\dagger }T\right|I\right\rangle =\sum _{i}\left\langle F|T^{\dagger }|A_{i}\right\rangle \left\langle A_{i}|T|I\right\rangle }
여기서 {A i}는 가능한 껍질 상태의 집합이다. 즉, 무한대에서 입자(또는 입자의 결합 복합체)의 운동량 상태이다.
따라서 S-행렬의 허수부의 두 배는 S-행렬의 초기 상태의 모든 산란에서 무한대의 다른 물리적 상태로의 기여의 곱을 나타내는 합계와 같다. S-행렬의 최종 상태. S-행렬의 허수부는 파인만 다이어그램의 중간 상태에 나타나는 가상 입자에 의해 계산될 수 있으므로 이러한 가상 입자는 최종 상태로도 나타날 수 있는 실제 입자로만 구성되어야 한다. 이를 보장하는 데 사용되는 수학적 장치에는 게이지 대칭과 때로는 파데예프-포포프 유령도 포함된다.

### 유니터리성 경계
광학 정리에 따르면 모든 산란 과정에 대한 확률 진폭 M(=iT)은 다음을 따라야 한다.
{\displaystyle |M|^{2}=2\operatorname {Im} (M)}
유사한 유니터리성 경계는 진폭과 단면이 에너지에 따라 너무 많이 증가할 수 없거나 특정 공식만큼 빠르게 감소해야 함을 의미한다. 예를 들어, 프루아사르 경계는 두 입자 산란의 전체 단면이 {\displaystyle c\ln ^{2}s}과 같이 제한된다는 것을 의미한다. 여기서 {\displaystyle c}는 상수이고, {\displaystyle s}는 질량 중심 에너지의 제곱이다. (만델스탐 변수 참조)

## 같이 보기
- 반유니터리 연산자
- 보른 규칙
- 확률 공리
- 양자채널
- 유니터리 매개변수 유니터리 군에 대한 스톤의 정리
- 위그너 정리